# Poienile Boinei
Pojenile Bojni románul: Poienile Boinei, falu Romániában, a Bánságban, Krassó-Szörény megyében.

## Fekvése
Újsopot (Şopotu Nou) mellett fekvő település.

## Története
Pojenile Bojni (Poienile Boinei) korábban Újsopot (Şopotu Nou) része volt. 1956-ban vált külön településsé 75 lakossal.
1966-ban 81, 1977-ben 68, 1992-ben 53, 2002-ben 61 román lakosa volt.